# 青木信義
青木 信義（あおき のぶよし、1956年6月 - ）は、日本の防衛官僚。

## 人物
東京都出身。東京都立昭和高等学校を経て、東京大学文学部卒業。

## 略歴
出典:
- 1984年　防衛庁入庁　長官官房総務課
- 1998年　長官官房秘書課部員（長官秘書官事務取扱）
- 1998年　長官官房企画官
- 1999年　防衛局調査課情報室長
- 2002年　長官官房情報通信課長
- 2003年　長官官房施設課長
- 2005年　管理局航空機通信電子課長
- 2007年　警察庁長官官房参事官
- 2009年　技術研究本部技術企画部長
- 2012年　南関東防衛局次長
- 2013年　内閣官房衛星情報センター管理部長
- 2016年　退官